# Zosinek (Legnica)
Zosinek – dzielnica Legnicy, zajmująca grunty dawnych dóbr książęcych Sophiental w zachodniej części miasta.

## Podział
Dzielnica składa się z dwóch osiedli:
- osiedla Zosinek,
- osiedla Drzymały,

położonego z dwóch stron linii kolejowej nr 284 (Legnica – Jerzmanice-Zdrój).
Osiedle Zosinek obejmuje rejon ulic: Batorego, Fredry, Głowackiego, Rolnicza, Senatorska, Torowa.
Osiedle Drzymały obejmuje rejon dawnych koszar, tj. ulic: Drzymały, Małej, Gładysza, Tarnopolskiej, Drohobyckiej, Pińskiej, Krzemienieckiej, Stryjskiej, Wileńskiej.
Granicami dzielnicy są ulice: Działkowa, Wały Królowej Jadwigi, obwodnica zachodnia, Domejki, Chojnowska.

## Historia
Osiedla powstały na ziemiach majątku księżnej Anny Zofii, księżniczki meklemburskiej na Güstrow, podarowanych jej przez małżonka, księcia Jerzego Rudolfa legnickiego. Folwark księżnej, zwany Sophiental (w wolnym tłumaczeniu Zosinek) założono na Przedmieściu Chojnowskim w 1649. Przedmieście od czasów średniowiecznych służyło mieszkańcom w celach rekreacyjnych.
Po wojnie trzydziestoletniej przy drodze łączącej szosę do Chojnowa z Ulesiem powstał przysiółek Dänemark, zamieszkały przez osiadłych po wojnie na miejscu żołnierzy oddziałów duńskiego księcia Urlyka III. 
W 1869 r. obszar Sophienthal włączono do miasta. 

## Architektura
Teren dzisiejszej dzielnicy Zosinek przeznaczono pod zabudowę na początku XX wieku. 
Na rogatkach miasta, po zachodniej stronie linii kolejowej w 1912 roku wybudowano dom dla głuchoniemych. Po II wojnie światowej mieszkańcy nazwali obiekt „geringówką”, od stacjonującego dawniej w tym obiekcie miejscowego dowództwa Luftwaffe.
Po wschodniej stronie torów kolejowych, przy ulicy Batorego, w 1914 roku wzniesiono gmach ewangelickiej szkoły ludowej (tj. podstawowej), w latach powojennych zagospodarowany na filię Politechniki Wrocławskiej. 
Sytuacja polityczna po I wojnie światowej – masowe przesiedlanie się Niemców z terenów przejętych przez II Rzeczpospolitą – spowodowała potrzebę masowej budowy nowych mieszkań. Wówczas na terenie dzielnicy rozpoczęto wznoszenie kompleksów mieszkaniowych reprezentujących różne nurty modernizmu.

Na  tle  tej  stypizowanej  zabudowy  północno-zachodniej  części  miasta  wyróżniały  się zindywidualizowane i komponowane kompleksy zabudowy mieszkalnej. Jeden z nich zwany Heimat (przy  ul.Stefana  Batorego,  Chojnowskiej  Krótkiej, Działkowej)  zaprojektowany został przez architekta z Legnicy Konrada Beichta w stylu rodzimym (Heimatstil) z elementami art deco i  historyzmu. Wzniesiono go wzdłuż pierzei nieregularnego w zarysie kwartału. Elewacje pokryto dekoracyjnym sgrafittem, a spody  wysuniętych okapów dachu ozdobiono polichromią.  W okna klatki schodowej wprawiono specjalnie zaprojektowane witraże. Nieregularne podwórze urządzono ogrodowo, a główny do niego dojazd wytyczono od strony ul. Działkowej. 
Drugi z kompleksów zabudowy wzniesiono prawie w tym samym czasie, ale w stylu modernizmu. Modernistyczne domy przy ul.B.Głowackiego, Chojnowskiej i A.Fredry zamknęły kwartał zabudowy urbanistycznie projektowany, ponieważ po jego przekątnej wzniesiono dwa podobnie kształtowane, podwyższone, narożne budynki (przy ul. Chojnowskiej 127 i B. Głowackiego 11). Podwórze w obrębie kwartału urządzono ogrodowo.

Budynek przy ul. Chojnowskiej 135 otrzymał bryłę nawiązującą do stylu okrętowego - streamline.
W 1938 roku naprzeciw domu dla głuchoniemych w zachodniej części dzielnicy wzniesiono jeden z otaczających miasto kompleksów koszar hitlerowskiej 18 Dywizji Piechoty. W pobliżu koszar w latach 30. XX wieku urządzono kameralne osiedle domów jednorodzinnych, w rejonie dzisiejszych ulic: Krótkiej, Gładysza, Drzymały.
Zachodnią część dzielnicy po II wojnie światowej zajęła Północna Grupa Wojsk Armii Radzieckiej. Na początku lat 80. dowództwo garnizonu radzieckiego wzniosło na tyłach małe osiedle (6 budynków w technologii wielkiej płyty) dla zawodowej armii lotniczej. Koszary zwrócono polskim władzom 15 września 1992 roku i zagospodarowano na mieszkania. Na dawnym placu apelowym po roku 2000 wzniesiono nowe budynki wielorodzinne.
W 1980 r. po wschodniej stronie torów Legnicka Spółdzielnia Mieszkaniowa wzniosła osiedle Zosinek. Zabudowa tej części osiedla jest wykonana w technologii wielkiej płyty. Znajduje się tu 10 budynków 5-kondygnacyjnych. 
W latach 2005–2006 w kwartale ulic: Chojnowskiej - Krótkiej - Batorego wzniesiono historyzujący pawilon handlowy sieci Lidl.